# Jean-Paul Monvoisin
Jean-Paul Monvoisin est un footballeur français, né le 7 août 1954 à Maizicourt (Somme) et mort le 1er octobre 2009 à Amiens, qui jouait au poste d'attaquant du milieu des années 1970 jusqu'au milieu des années 1980.

## Biographie
Formé à Bernaville, il est arrivé au SC Abbeville en 1974. Le club montera en Division 2 en 1980.
Son principal fait d'armes est de tenir tête au Paris Saint-Germain le 12 mars 1983, lors du 1/16e de finale de Coupe de France, où Abbeville gagne le match retour 1-0 au stade Paul-Delique, après avoir perdu 2-0 à l'aller au Parc des Princes.
Il dispute un total de 74 matchs en Division 2 entre 1980 et 1983, inscrivant 13 buts.

## Carrière
- jusqu'en 1974 :  : SC Bernaville (District)
- 1974-1983 :  : SC Abbeville (CFA - DH - CFA2 - CFA - D2)
- 1983 :  : AS Berck (DH)